# Jefferson (Iowa)
Pour les articles homonymes, voir Jefferson.
La ville américaine de Jefferson est le siège du comté de Greene, dans l’État de l’Iowa. Elle comptait 4 345 habitants lors du recensement de 2010. Jefferson est située sur les rives de la rivière Raccoon.

## Personnalités liées à la ville
L’astronaute Loren Shriver est né à Jefferson en 1944.

## Source
- (en) Cet article est partiellement ou en totalité issu de l’article de Wikipédia en anglais intitulé « Jefferson, Iowa » (voir la liste des auteurs).